# Segunda Zona Naval
La Segunda Zona Naval es un comando regional de la Armada de Chile con sede en Talcahuano y dependiente de la Comandancia en Jefe de la Armada.

## Historia
El 17 de agosto de 1944 se crearon cuatro zonas navales por decreto supremo n.º 1419.
El 16 de diciembre de 1973, el Consejo de Guerra condenó a muerte a 2 estudiantes universitarios, detenidos en el Campo de Concentración ilegal de Isla Quiriquina, que fue ratificado el día siguiente por el Comandante de la Segunda Zona Naval, a quienes se los juzgó sin pruebas, de forma ilegal y sin acceso a abogados, un proceso viciado judicialmente, sin proceso legal alguno. Fueron fusilados el 20 de diciembre de ese año.
El 7 de diciembre de 2009 se creó la Quinta Zona Naval sobre la base del Distrito Militar Chiloé manteniendo la Gobernación Marítima Valdivia. La nueva zona incorporó un 64 % de la jurisdicción de la Segunda Zona.
El 8 de junio de 2018 el comandante en jefe de la Armada inauguró la nueva sede de la Comandancia de la Segunda Zona Naval.
La (Estación Naval de Chile), cercana a la Estación Talcahuano-Puerto, era una estación que unía a esta estación con la zona naval, el ferrocarril que pertenecía al Ramal San Rosendo-Talcahuano, también existían planes para extender el ramal hacia Caleta Tumbes, algo así como el tramo entre Penco y Dichato del Ramal Rucapequén-Concepción pero desde Talcahuano hasta Tumbes también habría muchos túneles debido a la cordillera que cruza esa parte de Talcahuano. Algunos teóricos incluso sugieren que el tren podría haber llegado incluso hasta la Isla Quiriquina, o también se dice que esta isla tenía su propio Ferrocarril.